# Лувинска струја
Лувинска струја је топла струја, која настаје под утицајем Ел Ниња. Формира се недалеко од обала западне Аустралије код Рта Лувин и креће се од севера према југу, максималном брзином од 6 километара на сат. Плитка је и захвата воде до дубине од око 300 метара. Одлукују је бројни вртлози.